# Mirtha Rivero
Mirtha Rivero (Caracas, Venezuela, 1956) es una periodista y escritora venezolana.

## Carrera
Mirtha Rivero empezó su carrera en el periodismo impreso en La Región de Los Teques. Fue redactora, reportera y jefe de información de la sección de economía de El Diario de Caracas. Se desempeñó como jefe de redacción de la revista Dinero y posteriormente se dedicó al ámbito corporativo. Rivero también escribió crónicas urbanas para la revista Estampas de El Universal, y ha escritor para las revistas Contrabando, de Caracas, y Emeequis, de Ciudad de México.
En 2010 publicó el libro La rebelión de los náufragos, sobre el segundo mandato del presidente Carlos Andrés Pérez y tanto los hechos como los procesos que llevaron a su destitución.
Para 2014 colaboraba en Interfolia, publicación de la Capilla Alfonsina de la Universidad Autónoma de Nuevo León, México.

## Obras
- La rebelión de los náufragos (2010)